# Collotheca tubiformis
Collotheca tubiformis is een raderdiertjessoort uit de familie Collothecidae. De wetenschappelijke naam van deze soort is voor het eerst geldig gepubliceerd in 1961 door Nipkow.